# زه لوییس
ژوزه لوییس مندس آندراده (پرتغالی: José Luís Mendes Andrade؛ زادهٔ ۲۴ ژانویهٔ ۱۹۹۱) بازیکن فوتبال اهل کیپ ورد است.
از باشگاه‌هایی که در آن بازی کرده‌است می‌توان به براگا، ژیل ویسنته، ویدتون، اسپارتاک مسکو و پورتو اشاره کرد.
وی همچنین در تیم ملی فوتبال کیپ ورد بازی کرده‌است.